# Niklaus Herport
Niklaus Herport (* vor 1480 in Luzern (unsicher); † nach 1520) war ein Schweizer Maler, Glasmaler und Glaser.

## Leben und Werk
Niklaus Herport wird 1480 als Maler, 1508 als Glaser und 1520 als Glasmaler erwähnt. Er malte Kirchenfenster für die Kirche in Gersau wie auch die Wappenscheibe des Domherrn Peter von Hertenstein und anderer. 1510 erschien er in Bern vor Gericht und klagte gegen den Glasmaler Martin Bophart.